# Shadyside (Ohio)
Cet article possède un paronyme, voir Shady Side.
Shadyside est un village américain situé dans le comté de Belmont, dans l'Ohio. Selon le recensement de 2010, sa population est de 3 785 habitants.